# کوره‌های آجرپزی خاتون‌آباد
کوره‌های آجرپزی خاتون آباد مربوط به دوره قاجار - دوره پهلوی است و در شهرستان پاکدشت، بخش مرکزی، روستای خاتون آباد واقع شده و این اثر در تاریخ ۱ مهر ۱۳۸۲ با شمارهٔ ثبت ۱۰۳۱۵ به‌عنوان یکی از آثار ملی ایران به ثبت رسیده است.